# Ichneumon investigator
Ichneumon investigator là một loài tò vò trong họ Ichneumonidae.